# Louis de Hau de Staplande
Pour les articles homonymes, voir Hau.
Louis Henri de Hau de Staplande, né le 14 janvier 1798 à Münster (Principauté épiscopale de Münster), décédé le 24 février 1877 à Paris 9e, est un homme politique français.

## Biographie
Louis de Hau de Staplande est le fils de Pierre François Winoc de Hau de Staplande, député-Maire de Bergues, conseiller-général du canton de Bergues, siégeant dans la majorité soutenant la Restauration, et de Rose Isabelle Charlotte Verquère.
Propriétaire terrien, il devient à son tour conseiller général du Nord pour le canton de Bergues de 1833 à 1851. Il est élu député du Nord de 1838 à 1848, succédant à Lamartine et siégeant dans l'opposition légitimiste, puis de 1849 à 1851, comme monarchiste.  
Il est élu maire de Bergues de 1848 à 1852, puis se retire de la vie politique pendant le Second Empire. 
En 1871, il est à nouveau élu député du Nord, jusqu'en 1876.
Le 30 janvier 1876, Louis de Staplande devient sénateur du Nord par 405 voix (811 votants). Il siège à droite et vote avec la majorité. 
Il meurt subitement à Paris l’année suivante.

### Mariage et descendance
Louis de Staplande épouse à Bergues le 4 octobre 1820 Adèle du Hamel de Canchy (1802-1851), dont six enfants :
- Eugénie Françoise de Hau de Staplande (1821-1828) ;
- Ernest de Hau de Staplande (1823-1881), marié en 1848 avec Henriette Bouchelet de Lafosse (1825-1890) ; dont :
  - Jeanne de Hau de Staplande (1849-1910), mariée en 1871 avec Gaston du Passage (1844-1888), parents notamment de Henri du Passage ;
  - Louise de Hau de Staplande (1850-1932), mariée en 1875 avec Louis du Passage (1850-1922) ;
  - Maurice de Hau de Staplande (1858-1932).
- Charles de Hau de staplande (1824-1846) ;
- Louis Henri César de Hau de Straplande (1825-1849) ;
- Gaston de Hau de Staplande (1828-   ) ;
- Eugénie Delphine de Hau de Staplande (1832-   ), mariée en 1855 avec Louis Victor Bouchelet de Lafosse (1829-1895)[6].